# Ngón cái
Ngón cái là ngón tay thứ nhất của bàn tay. Khi một người đứng ở vị trí giải phẫu (lòng bàn tay đưa về phía trước), ngón cái là ngón xa cơ thể nhất. Ngón cái đưa lên thể hiện sự đồng ý, tán thành.